# Panique dans le 16e !
Panique dans le 16e !, sous-titré Une enquête sociologique et dessinée, est une bande dessinée scénarisée par Monique Pinçon-Charlot et Michel Pinçon sur des dessins d'Étienne Lécroart, parue aux éditions La ville brûle en 2017. C'est une bande dessinée documentaire et humoristique qui évoque la campagne d'opposition organisée par des habitants du 16e arrondissement de Paris en mars 2016 contre le projet d'installation d'un centre d'hébergement de migrants dans leur quartier.

## Synopsis
Le livre commence par le récit en bande dessinée d'une conférence d'information du 14 mars 2016 à l'université de Dauphine au sujet d'un projet d'installation de centre d'hébergement de migrants dans le 16e arrondissement de Paris. Cette conférence donne lieu à des perturbations et à des réactions violentes d'habitants mobilisés contre le projet. L'ouvrage retrace les événements puis en fournit plusieurs clés d'analyse sociologique au fil de plusieurs chapitres dessinés détaillant les acteurs et aspects de la campagne d'opposition. Les planches de bande dessinée alternent avec des pages d'enquête agrémentées d'illustrations.

## Élaboration de l'œuvre
Monique Pinçon-Charlot et Michel Pinçon ont l'idée de cet album lorsqu'ils assistent à la conférence d'information du 14 mars 2016 : ils sont frappés par le déferlement de violence verbale et les insultes qui fusent contre le projet et ses défenseurs. Ils accumulaient depuis quelque temps de la documentation sur les réactions d'opposition aux logements sociaux, mais ne s'attendaient pas à un spectacle d'une telle violence pendant la réunion de présentation. Ils décident alors que le sujet « se prête magnifiquement aux illustrations dessinée ». Les Pinçon-Charlot avaient déjà travaillé avec le dessinateur Étienne Lécroart sur un livre pour enfants paru chez le même éditeur, Pourquoi les riches sont-ils de plus en plus riches et les pauvres de plus en plus pauvres ? Quand ils évoquent la conférence auprès de leur éditrice, elle leur propose d'en faire un livre. Ils entament alors un travail collaboratif avec Étienne Lécroart : tous trois partent faire des repérages, Étienne Lécroart prend des photos pour documenter ses futurs dessins, et ils vont faire des observations à d'autres moments importants de l'affaire. Les Pinçon-Charlot tiennent un journal d'enquête tandis que Lécroart commence à élaborer ses dessins, les deux dynamiques d'écriture fonctionnant ensemble. Leur but est de diversifier leurs publics afin de diffuser au mieux leurs recherches. 
Au cours de leur enquête, ils se heurtent au silence de l'association Aurore, qui gère le centre d'hébergement de sans-abris et dont l'autorisation est nécessaire pour prendre contact avec les personnes hébergées dans le centre, ce qui explique l'absence d'entretiens avec les personnes hébergées dans la BD. C'est en cherchant à expliquer ce silence qu'ils se rendent compte que le conseil d'administration de l'association est à l'époque présidé par le Directeur général adjoint de l'entreprise de construction Vinci et que le vice-président d'Aurore est à la même époque Xavier Huillard, alors PDG de Vinci depuis 2010 et à la tête d'une grande fortune. Ils essuient également de nombreux refus de la part des grands bourgeois du quartier quand ils leur demandent des entretiens au sujet du centre.

## Accueil critique
Dans le quotidien généraliste Libération, Juliette Deborde indique que les auteurs « décryptent le projet et sa réception par les riverains et dressent en creux (et avec humour) le portrait d’une classe sociale prête à tout pour garder la mainmise sur ce qu’elle considère comme son territoire ». Dans Le Parisien, Philippe Baverel estime que la bande dessinée « se lit d’autant plus facilement qu’elle est agrémentée de quelques pages de bandes dessinées irrésistibles dues à Etienne Lécroart – qui n’a pas son pareil pour croquer les habitants du XVIe ! » Sur LCI, Anaïs Condomines parle d'une analyse « nécessaire » permise par une « observation minutieuse » du quartier du bois de Boulogne. Au Canada, dans le quotidien québécois francophone Le Devoir, Sophie Chartier indique que le livre est « une sympathique porte d’entrée dans l’oeuvre des deux chercheurs, infatigables talonneurs de l’oligarchie économique » et précise : « Si les références (lieux, entreprises, institutions) peuvent échapper au lecteur non initié à la vie parisienne, le propos est facilement transposable aux quartiers bien nantis des métropoles nord-américaines ».
Le magazine de bande dessinée Canal BD magazine apprécie un « passionnant et indispensable, mêlant entretiens, analyses et bandes dessinées à l'humour mordant ». Sur le site Actua BD, Aurélien Pigeat indique : « drôle, savant et pédagogue, l'ouvrage fait mouche et révèle, à partir d’un cas particulier qui se révèle rapidement cas d’école, les dessous des comportements d’une caste bouffie de privilèges et qui entend n’en lâcher aucun. (...) La démonstration des sociologues se fait aussi sidérante qu'implacable ».
Dans le magazine d'économie Alternatives économiques, Christian Chavagneux juge l'ouvrage « facile à lire » et les dessins de Lécroart « pertinents et drôles ».